# Josefa Ibáñez Lambíes
Josefa Ibáñez Lambíes va ser una militant comunista que es va presentar candidata a les Corts de la II República l'any 1933.
En 1936, amb la victòria del Front Popular als Ajuntaments, va ser la primera dona regidora de l'Ajuntament de Bunyol.
Va estar casada amb el també militant comunista Joaquín Masmano Pardo, executat extrajudicialment l'any 1936, la qual cosa va ser reconeguda en 1937 per les autoritats judicials franquistes en la peça separada de la causa núm. 169 de 1936, en l'Auditoria de Guerra de Canàries.
Valorada per la seva lluita en pro dels drets de les dones i de la classe treballadora en general, la seva labor ha estat reconeguda pel consistori de Bunyol, la seva ciutat natal, el qual li ha concedit un carrer, la qual està al costat de l'Institut d'Educació Secundària (IES) de Bunyol.
La concessió d'un carrer per a Josefa Ibáñez Lambiés és fruit d'una moció presentada l'any 2014 per CCOO i més tard, l'any 2016 la Regidora de la Dona, i portaveu municipal d'EU, María Álvarez, va presentar en el ple municipal la moció que es va aprovar definitivament.